# José María Castellano
José María Castellano Ríos (La Coruña, 1947) es un empresario y economista español. Entró a trabajar en el grupo textil Inditex en 1984, llegando a ser vicepresidente y consejero delegado desde 1997 hasta 2005, fue presidente de la compañía de telecomunicaciones ONO desde 2008 hasta su venta a Vodafone en marzo de 2014, y presidente de NCG Banco desde 2011 hasta su venta por parte del FROB en enero de 2014.

## Formación
José María Castellano es licenciado en Económicas y Empresariales por la Universidad de Santiago de Compostela, doctor por la Universidad de Madrid y catedrático en la Universidad de La Coruña.

## Trayectoria
Su trayectoria profesional parte como responsable de Tecnologías de la Información en la aseguradora Aegon. Anteriormente, entre 1974 y 1984, ocupó los puestos de director financiero y director general del grupo de procesos cárnicos Conagra España, además de ser consejero delegado de la fusionada Argentaria. Gracias a su estrecha amistad con Amancio Ortega, en 1984 pasó a formar parte del grupo textil Inditex, donde permancece 20 años y llega a ocupar, en 1997, los cargos de consejero delegado y de vicepresidente.
En septiembre de 2005 anuncia su dimisión de la vicepresidencia de Inditex debido a las diferencias surgidas con Amancio Ortega tras una operación fallida para entrar en el capital de Unión Fenosa y un amago de ser promovido a la presidencia de la eléctrica a espaldas de Ortega.
En noviembre de 2008 es nombrado presidente de Ono, en sustitución de Eugenio Galdón.
En 2011 es promovido por Alberto Núñez Feijóo, presidente de la Junta de Galicia, para conseguir capital para el recién creado NCG Banco, prometiendo obtener 700 millones de euros provenientes de inversores privados a cambio de hacerse con la dirección ejecutiva de la entidad. En ese momento cesa como vicepresidente de La Voz de Galicia, pero no renuncia a la presidencia de Ono.
En agosto de 2011 fue elegido presidente ejecutivo de NCG, echó a varios directivos procedentes de Caixanova con cuantiosas prejubilaciones y se puso un salario de 900.000 euros al año, que posteriormente sería obligado a reducir a 300.000 euros por un cambio legislativo. Siguió en ese puesto hasta la venta por parte del FROB del banco a Banesco.
En marzo de 2014 los accionistas de ONO firman la venta de la empresa a Vodafone España por 7200 millones de euros, con lo que los nuevos accionistas de la compañía decidieron su salida de la empresa en favor de Antonio Coimbra.